# Premier League 2023-2024 (Uganda)
La Premier League 2023-2024, anche nota come StarTimes Uganda Premier League per ragioni di sponsorizzazione, è stata la 57ª edizione della massima divisione del campionato ugandese di calcio. Il campionato è iniziato il 15 settembre 2023 ed è terminato il 25 maggio 2024.
Il Vipers è la squadra campione in carica. Il campionato è stato vinto dal Villa, che ha vinto il suo diciassettesimo titolo nazionale.

## Stagione

### Novità
Al termine della scorsa stagione sono state retrocesse in FUFA Big League Blacks Power e Ondurapaka, ultime due classificate del campionato. Al loro posto sono state promosse Kitara, Mbarara City e NEC, in virtù dell'allargamento del campionato da 15 a 16 squadre.

### Formula
Le 16 squadre partecipanti giocano un girone all'italiana con partite di andata e ritorno, per un totale di 30 giornate. Al termine della stagione, la prima classificata è campione dell'Uganda e si qualifica per la CAF Champions League 2024-2025, mentre la seconda classificata si qualifica per la Coppa della Confederazione CAF 2024-2025. Le ultime due classificate vengono invece retrocesse in FUFA Big League.

## Squadre partecipanti
| Squadra       | Città    | Stagione precedente   |
| ------------- | -------- | --------------------- |
| Arua Hill     | Adjumani | 4° in Premier League  |
| Bright Stars  | Wakiso   | 9° in Premier League  |
| Bul           | Njeru    | 7° in Premier League  |
| Busoga United | Njeru    | 12° in Premier League |
| Express       | Kampala  | 10° in Premier League |
| Gaddafi       | Jinja    | 11° in Premier League |
| Kampala City  | Kampala  | 2° in Premier League  |
| Kitara        | Masindi  | FUFA Big League       |
| Maroons       | Kampala  | 6° in Premier League  |
| Mbarara City  | Mbarara  | FUFA Big League       |
| NEC           | Kampala  | FUFA Big League       |
| UPDF          | Bombo    | 13° in Premier League |
| U.R.A.        | Lugazi   | 5° in Premier League  |
| Villa         | Kampala  | 3° in Premier League  |
| Vipers        | Kitende  | Campione dell'Uganda  |
| Wakiso Giants | Wakiso   | 8° in Premier League  |

## Classifica
|                   | Pos. | Squadra       | Pt | G  | V  | N  | P  | GF | GS | DR  |
| ----------------- | ---- | ------------- | -- | -- | -- | -- | -- | -- | -- | --- |
| Uganda (bandiera) | 1.   | Villa         | 57 | 29 | 16 | 9  | 4  | 40 | 21 | +19 |
|                   | 2.   | Bul           | 56 | 29 | 16 | 8  | 5  | 36 | 17 | +19 |
|                   | 3.   | Vipers        | 56 | 29 | 16 | 8  | 5  | 45 | 20 | +25 |
|                   | 4.   | Kitara        | 54 | 29 | 16 | 6  | 7  | 46 | 24 | +22 |
|                   | 5.   | Kampala City  | 49 | 29 | 15 | 4  | 10 | 54 | 33 | +21 |
|                   | 6.   | NEC           | 48 | 29 | 14 | 6  | 9  | 35 | 34 | +1  |
|                   | 7.   | Maroons       | 41 | 29 | 10 | 11 | 8  | 35 | 26 | +9  |
|                   | 8.   | U.R.A.        | 40 | 29 | 10 | 10 | 9  | 30 | 27 | +3  |
|                   | 9.   | Bright Stars  | 36 | 29 | 7  | 15 | 7  | 33 | 33 | 0   |
|                   | 10.  | Mbarara City  | 32 | 29 | 6  | 14 | 9  | 22 | 29 | -7  |
|                   | 11.  | Wakiso Giants | 32 | 29 | 9  | 5  | 15 | 27 | 42 | -15 |
|                   | 12.  | Express       | 32 | 29 | 9  | 5  | 15 | 36 | 38 | -2  |
|                   | 13.  | UPDF          | 27 | 29 | 7  | 6  | 16 | 23 | 39 | -16 |
|                   | 14.  | Busoga United | 25 | 29 | 6  | 7  | 16 | 25 | 53 | -28 |
|                   | 15.  | Gaddafi       | 25 | 29 | 7  | 4  | 18 | 24 | 54 | -30 |
|                   | 16.  | Arua Hill     | 5  | 15 | 1  | 2  | 12 | 12 | 33 | -21 |

Legenda
      Campione dell'Uganda e ammessa alla CAF Champions League 2024-2025.
      Ammessa alla Coppa della Confederazione CAF 2024-2025.
      Retrocessa in FUFA Big League 2024-2025.
Note:
Tre punti a vittoria, uno a pareggio, zero a sconfitta.